# هومایه
هومایه از کارگزاران و حسابداران داریوش بزرگ هخامنشی بود.